# El Deseo (productora)
El Deseo S.A. (1985) es una productora española creada por Pedro Almodóvar y su hermano, Agustín Almodóvar

## Historia
La productora surge en 1985, año en el cual ya estaba impuesta la llamada Ley Miró, introducida por el Ministerio de Cultura en 1983 bajo la jefatura de la directora general de cinematografía Pilar Miró. Dicha ley ofrecía la posibilidad de subvenciones, apoyos, inversiones y ayudas a la cinematografía española. Esta ley, junto a los problemas encontrados en la búsqueda de financiación para la película La ley del deseo llevó a los hermanos Almodóvar a poner en marcha su propia productora.
La ley del deseo es la primera película financiada por El Deseo, y a partir de esta, todas las películas del director se hacen bajo la producción de dicha empresa, aunque también se encuentran coproducidos algunos de sus títulos con productoras extranjeras.
El Deseo S.A. es una de las más grandes productoras de España que financia, no sólo los títulos de su creador, Pedro Almodóvar, sino de otros autores.

## Títulos
El Deseo S.A., ha producido una serie de títulos desde su creación en 1985: 
| Año                           | Película                                                      |
| Dirigidas por Pedro Almodóvar | Película                                                      |
| ----------------------------- | ------------------------------------------------------------- |
| 1987                          | La ley del deseo                                              |
| 1988                          | Mujeres al borde de un ataque de nervios                      |
| 1990                          | ¡Átame!                                                       |
| 1991                          | Tacones lejanos                                               |
| 1993                          | Kika                                                          |
| 1995                          | La flor de mi secreto                                         |
| 1997                          | Carne trémula                                                 |
| 1999                          | Todo sobre mi madre                                           |
| 2002                          | Hable con ella                                                |
| 2004                          | La mala educación                                             |
| 2006                          | Volver                                                        |
| 2009                          | Los abrazos rotos                                             |
| 2011                          | La piel que habito                                            |
| 2013                          | Los amantes pasajeros                                         |
| 2016                          | Julieta                                                       |
| 2019                          | Dolor y gloria                                                |
| 2021                          | Madres paralelas                                              |
| 2024                          | La habitación de al lado                                      |
| 2026                          | Amarga Navidad                                                |
| Otros directores              | Película                                                      |
| 1993                          | Acción mutante, de Álex de la Iglesia                         |
| 1996                          | Tengo una casa, de Mónica Laguna                              |
| 1996                          | Pasajes, de Daniel Calparsoro                                 |
| 1998                          | A trabajar!, de Alain Guesnier                                |
| 2001                          | El espinazo del diablo, de Guillermo del Toro                 |
| 2001                          | La fiebre del loco, de Andrés Wood                            |
| 2003                          | Mi vida sin mí, de Isabel Coixet                              |
| 2003                          | Descongélate, de Félix Sabroso, Dunia Ayaso                   |
| 2003                          | Eyengui, El Dios del sueño, de José Manuel Novoa Ruiz         |
| 2003                          | Los sin tierra, de Miguel Barros                              |
| 2004                          | La niña santa, de Lucrecia Martel                             |
| 2005                          | César y Zain, de Larry Levene                                 |
| 2005                          | Caravana, de Gerardo Olivares                                 |
| 2005                          | La vida secreta de las palabras, de Isabel Coixet             |
| 2006                          | Mujeres (serie de televisión), de Félix Sabroso y Dunia Ayaso |
| 2008                          | Historias de las montañas de la bruma, de Larry Levene        |
| 2008                          | El patio de mi cárcel, de Belén Macías                        |
| 2008                          | La mujer rubia, de Lucrecia Martel                            |
| 2009                          | El último verano de la boyita, de Julia Solomonoff            |
| 2010                          | José y Pilar, de Miguel Gonçalves Mendes                      |
| 2014                          | Relatos salvajes, de Damián Szifron                           |
| 2015                          | El Clan, de Pablo Trapero                                     |
| 2017                          | Zama, de Lucrecia Martel                                      |
| 2018                          | El Ángel, de Luis Ortega                                      |
| 2019                          | La Deuda, de Gustavo Fontán                                   |
| 2021                          | Nieva en Benidorm, de Isabel Coixet                           |
| 2024                          | Ramón y Ramón, de Salvador del Solar                          |
| 2025                          | Sirat, de Óliver Laxe                                         |

## Aparición en los "Papeles de Panamá"
En abril de 2016 aparecen publicados en diferentes medios españoles filtraciones de documentos confidenciales conocidos como los Papeles de Panamá, en los que se desvela la existencia de una empresa compartida entre los hermanos Almodóvar en el paraíso fiscal de las Islas Vírgenes Británicas entre 1991 y 1994, la cual se vincula con la productora cinematográfica "El Deseo", fundada por ambos.